# Вартема, Лодовико
Лодовико или Лудовико (ди) Вартема (Ludovico di Varthema; ум. 1517) — итальянский путешественник, уроженец Болоньи, который первым из христиан посетил священные города ислама, выдавая себя за паломника.
Путешествие Вартемы по Азии продолжалось пять лет, с 1502 по 1507 годы, а его описание было опубликовано в Риме в 1510 году. Морским путём он прибыл в Александрию в самом начале 1503 года. Затем прошёл вверх по Нилу до Каира. Из Египта он проследовал морем в Бейрут, выдавая себя за мусульманина. Посетил Триполи и Алеппо, а в Дамаске был принят мамлюками — которым он представился под именем Юнас (Yunas) — в состав гарнизона крепости.
В составе мамлюкского конвоя, Юнас сопровождал караван паломников, совершавших хадж в Мекку и Медину. Вартема стал первым европейцем (и первым с VII века немусульманином), посетившим эти города. На обратном пути, в Джидде, Юнас пересел на корабль и добрался до Адена, где его задержали как христианского соглядатая.
Вмешательство местного султана позволило Вартеме выйти из-под стражи и после поездки по городам Йемена возобновить своё путешествие на восток. Он побывал в Ормузе, Диу, Каннуре, Виджаянагаре, Каликуте, Бенгалии, Пегу, Яве и на Молуккских островах, однако до Самарканда добраться не смог, остановившись в Герате.
По возвращении в Индию, итальянец поступил на службу к португальцам во главе с Алмейдой, некоторое время жил как негоциант в Кочине. Его обратный путь в Европу лежал через португальские фактории на восточном берегу Африки — включая Момбасу и Килву — и мимо мыса Доброй Надежды.
Европейцы Иоганн Людвиг Буркхардт и Ричард Фрэнсис Бёртон, посетившие Мекку через три с лишним столетия после Вартемы, отмечают исключительную точность его описаний.